# Fugèreville
Fugèreville är en kommun i provinsen Québec i Kanada. Den ligger i regionen Abitibi-Témiscamingue, i den sydöstra delen av landet, 300 km nordväst om huvudstaden Ottawa.